# هينريتش جوزيف فون كولين
هينريتش جوزيف فون كولين (بالألمانية: Heinrich Joseph von Collin)‏ هو كاتب مسرحي وكاتب وشاعر نمساوي، ولد في 26 ديسمبر 1772 في فيينا في النمسا، وتوفي بنفس المكان في 28 يوليو 1811.

## وصلات خارجية
- هينريتش جوزيف فون كولين على موقع ميوزك برينز (الإنجليزية)